# Paul Louis Rossi
Pour les articles homonymes, voir Rossi.
Paul Louis Rossi, né le 4 novembre 1933 à Nantes (Loire-Atlantique) et mort le 6 février 2025 à Saint-Mandé (Val-de-Marne), est un poète français, romancier, essayiste, critique d'art, de cinéma et de jazz.

## Biographie
Paul Louis Rossi est né d'une mère bretonne et d'un père italien.

« Ma mère était bretonne et mes grands-parents Le Queffelec parlaient encore le breton de la Cornouaille. Mon père était italien, de la région de Venise. Il sera exécuté par les Allemands en 1943, à Tübingen. J'avais une dizaine d'années. J'ai publié un petit livre intitulé Liturgie pour la Nuit, en 1958, durant la Guerre d'Algérie. Je suis venu travailler très tôt à Paris, je voulais devenir journaliste... »

— Paul Louis Rossi
Il a participé à la rédaction des revues Action poétique et Change dans les années 1960 et 1970.
Il est installé en région parisienne.
Paul Louis Rossi meurt à Saint-Mandé le 6 février 2025 à l'âge de 91 ans,.

## Œuvres

### Romans
- Régine, Julliard, 1990
- La Montagne de kaolin, Julliard, 1992
- La Palanchina, Julliard, 1993
- Le Vieil Homme et la nuit, Julliard, 1997
- La Vie secrète de Fra Angelico, Bayard, 1997
- La Villa des Chimères, Flammarion, 2002
- Le Buisson de Datura, Joca séria, 2006

### Récits
- À propos de Nantes ou La Voyageuse immortelle, Les Lettres françaises, 1969.
- Le Potlatch, Suppléments aux Voyages de Jacques Cartier, P.O.L. / Hachette, 1980
- La Traversée du Rhin, P.O.L. / Hachette, 1981
- Nantes, Champ Vallon, 1987
- Le Fauteuil rouge ou la mémoire absolue, Julliard 1994
- Les Nuits de Romainville, photographies de Jean-Pierre Colin, Le temps qu’il fait, 1998
- La voyageuse immortelle, Le temps qu'il fait, 2001
- La Rivière des Cassis, dessins de Marie-Claude Bugeaud, éd. joca séria, 2003
- Paysage intérieur, Bibliothèque municipale de Nantes / éd. joca séria, 2004
- Vies d’Albrecht Altdorfer, Peintre mystérieux du Danube, Bayard, 2009
- Les Chemins de Radegonde, photographies de Djamel Meskach, Tarabuste, 2011
- La Porteuse d’eau de Laguna, Le temps qu’il fait, 2011[4]
- Berlin, Voyage en automne, Tarabuste, 2015

### Poésies & Proses
- Liturgie pour la nuit, poèmes, Paris, Millas Martin, 1958
- Fontessa, Guy Chambelland, 1961
- Silence et plainte, Guy Chambelland, 1962.
- Quand Anna murmurait, Guy Chambelland, 1963
- Élévation Enclume, dessin de Gaston Planet, Beauvoir-sur-Mer, Imprimerie du Marais, 1970
- Le Voyage de Sainte Ursule, Gallimard, 1973
- Inimaginaire(s), en collaboration avec Pierre Lartigue, Lionel Ray, Jacques Roubaud, Gaston Planet, Beauvoir-sur-Mer, Imprimerie du Marais, 1975-1978
- L'Impair ou La vie bariolée, Éditeurs Français Réunis (coll. La Petite Sirène), 1978
- Héloïse, Paris, Orange Export Ltd, 1980
- (G), Lettres de Casse, 1984
- Les États provisoires, P.O.L, 1984
- Époque des cerisiers, Point hors ligne, 1989
- Cose Naturali, natures inanimées, sérigraphie de François Dilasser, Unes, 1991
- Inscapes, dessins de François Dilasser, Le temps qu’il fait, 1994
- Faïences, Flammarion, 1995 - Prix Mallarmé
- Élévation Enclume, dessins de Gaston Planet, Le temps qu’il fait, 1997 (édition définitive)
- Quand Anna Murmurait, anthologie des poésies (1953 - 1999), Flammarion, 1999
- Visage des nuits, proses et poésie, Flammarion, 2005
- Les Ardoises du ciel, dessins de François Dilasser, Le temps qu’il fait, 2008
- Les Horizons égarés, Obsidiane, 2025

### Essais & digressions critiques
- L'Ouest surnaturel, Les écrivains du bout des terres vers les îles, Hatier, 1993
- Vocabulaire de la Modernité Littéraire, Minerve, 1996
- Le Colloque de nuit, en collaboration avec Philippe Beck et Yves di Manno, Le temps qu'il fait, 2000
- Les Gémissements du siècle, Introduction à la poésie contemporaine, Flammarion, 2001
- Démons de l'analogie, éd. joca séria, 2012
- Jules Verne et le docteur Faustroll, Revue Jules Verne 27, 2008
- Les Variations légendaires, chroniques, Flammarion, 2012

### Principaux écrits sur l'art
- Sôteria, peintures de Patrick Rosiu, Impression quotidienne, 1979.
- Encrages, taille-douce de Gérard Brassel, éditions J.-P. Vibert, 1980
- Les Draps de l'Angelico, Maeght, 1992
- Renouées, dessins de Catherine Marchadour, éd. de ., 1995
- André Lambotte, entretiens, ARTGO, Collection d'Entretiens et d'Images, 1997
- Fuscelli, dessins d'André Lambotte, éd. Tandem, Belgique. 2000
- L'Arbre rouge, in Feuillées & Mémento mori, peintures et dessins de Gérard Titus-Carmel, Le temps qu’il fait, 2002
- Regards croisés, photographies de Pablo Volta, Fata Morgana, 2005
- Hans Arp, éd. Virgile, 2006
- Jean-Michel Meurice, Couleur pure, Le temps qu’il fait, 2006
- Visiteur du Clair et de l’Obscur, Musée des Beaux Arts de Nantes / éd. joca séria, 2007
- Les Quatre Eléments,, peintures de Jacques Clauzel, Rencontres, 2007
- L’Élément temporel, Jacques Clauzel, Art inprogress, 2008
- Le Fleuve, peintures de Jacky Essirard, Atelier de Villemorge, 2009.
- Le pont suspendu, Jean-Michel Meurice, éd. Virgile, 2012
- Un monde analogique, Bibliothèque municipale de Nantes / éd. joca séria, 2012
- Des mirages et des ombres, gravures de Renaud Allirand, Tandem, 2010.
- Masques, eaux-fortes de Bertrand Bracaval, éd. du Pré Nian, 2010
- Corridors, dessins de Colette Banaigs, lelivredart, 2011
- Les Brûleuses d’algues, peintures de Thierry Le Saëc, La Canopée, 2013
- Les Horizons égarés, peintures de Thierry Le Saëc, La Canopée, 2016.

### Divers
- Carnet recomposé : Paul Louis Rossi, texte de Jean-Michel Meurice, photographies de Nabil Boutros, dessins de Paul Louis Rossi, éd. Herscher, 2012

### Créations radiophoniques
- Gavr'inis ou L'Esprit du Lieu, en collaboration avec Christian Rosset, Atelier de Création Radiophonique de France Culture,1983
- Feuilles détachées des Prisons, Nuits Magnétiques, 1994
- Portrait dans le miroir à trois faces, Christian Rosset, Les Ateliers de la nuit de France Culture, 2014

## Filmographie
- Voyage sur la Loire sur les pas de Turner, 1998
- Passé Composé, Histoire d’une Vie, film de Patrice Allain, musique de Jean-Yves Bosseur, Bibliothèque municipale de Nantes, 2004
- D'une écriture l'autre, avec Odile Duboc et Jean-Yves Bosseur, 2005
- Le Temps et la Mémoire, pour La Villa des Chimères, Dominique Rabourdin, Metropolis, oct. 2002

## Musiques inspirées par des œuvres de Paul Louis Rossi
- Rossi Mélodies pour piano, musique de Christian Rosset, Atelier de Création radiophonique de France Culture,1983
- Faïences, musique de Jean-Yves Bosseur, 1993
- Le Regard de Paul, musique acousmatique de Christian Rosset réalisée au GRM, 2004. Commande du Musée des Beaux-arts de Nantes pour l'exposition Paul Louis Rossi, visiteur du clair et de l'obscur.
- Stèle des mots et des morts, musique de Grégoire Lorieux, Salamanque, le 29 novembre 2008